# Народная Демократическая Республика Йемен
Наро́дная Демократи́ческая Респу́блика Йе́мен (араб. جمهورية اليمن الديمقراطية الشعبية‎ — Джумхурия аль-Йаман ад-Димукратия аш-Шабия) — государство на юге Аравийского полуострова, существовавшее с 30 ноября 1967 по 22 мая 1990 года (до 30 ноября 1970 года именовалось Наро́дная Респу́блика Ю́жного Йе́мена (араб. جمهورية اليمن الجنوبية الشعبية‎). Объединилось с Йеменской Арабской Республикой (ЙАР) в Республику Йемен 22 мая 1990 года.

## Административно-территориальное деление
6 мухафаз (провинций):
1. Аден (عدن), центр — Аден.

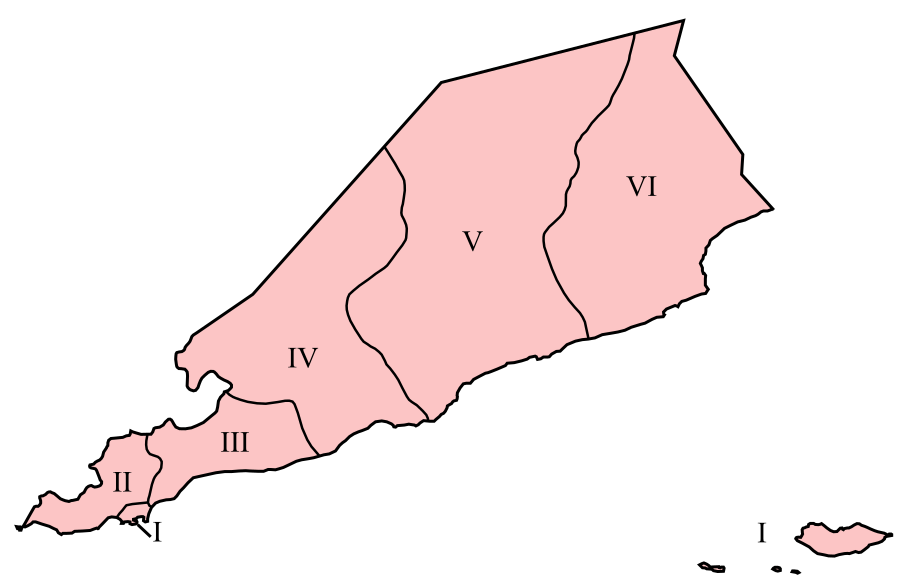
Территориальное деление НДРЙ (острова Перим (на карте не указан), Сокотра, Абд-эль-Кури и другие входили в состав провинции Аден).

2. Лахдж (لحج), центр — Аль-Хута (الحوطة).
3. Абьян (أبين), центр — Зинджубар (زنجبار).
4. Шабва (شبوة), центр — Атак (عتق).
5. Хадрамаут (حضرموت), центр — Эль-Мукалла (المكلا).
6. Махра (المهرة), центр — Аль-Гейда (الغيظة).

Столица — Аден (عدن).

## Государственное устройство
Законодательный орган — Верховный Народный Совет, избирался народом сроком на 5 лет. 

Коллективный глава государства — Президиум Верховного Народного Совета, избирался Верховным Народным Советом сроком на 5 лет. 

Исполнительный орган — Совет Министров, формируемый Верховным Народным Советом.
Местные представительные органы — народные советы, местные исполнительные органы — исполнительные бюро народных советов.
Высшая судебная инстанция — Верховный Суд, суды апелляционной инстанции — провинциальные суды, суды первой инстанции — окружные суды.
Единственная политическая партия с 1978 года — Йеменская социалистическая партия.

### Первые лица
1. Кахтан Мухаммед аш-Шааби — президент НРЮЙ (30.11.1967—22.06.1969)
2. Салем Рубейя Али — Председатель Президентского Совета НРЮЙ, с декабря 1970 — НДРЙ (23.06.1969—26.06.1978).
3. Абдель Фаттах Исмаил (июнь 1969—1980) — генеральный секретарь ЦК Национального Фронта (الجبهة القومية араб.:) (июнь 1969—1975) / Объединенной Политической Организации Национальный Фронт (ОПОНФ, التنظيم السياسي الموحد الجبهة القومية — араб.) (1975—1978) / Йеменской социалистической партии (ЙСП, الحزب الاشتراكي اليمني — араб.) (21.12.1978—20.04.1980), Председатель Президиума Верховного Народного Совета НДРЙ (27.12.1978—21.04.1980).
4. Али Насер Мухаммед — Председатель Президентского Совета (26.06.1978—27.12.1978), Председатель Президиума Верховного Народного Совета НДРЙ (21.04.1980—24.01.1986), генеральный секретарь ЦК ЙСП (20.04.1980—24.01.1986), Председатель Совета Министров (02.08.1971—14.02.1985).
5. Хайдар Абу Бакр аль-Аттас — Председатель Совета Министров (14.02.1985—08.02.1986), Председатель Президиума Верховного Народного Совета НДРЙ (24.01.1986—22.05.1990)
6. Али Салем аль-Бейд — генеральный секретарь ЦК ЙСП (06.02.1986—22.05.1990).

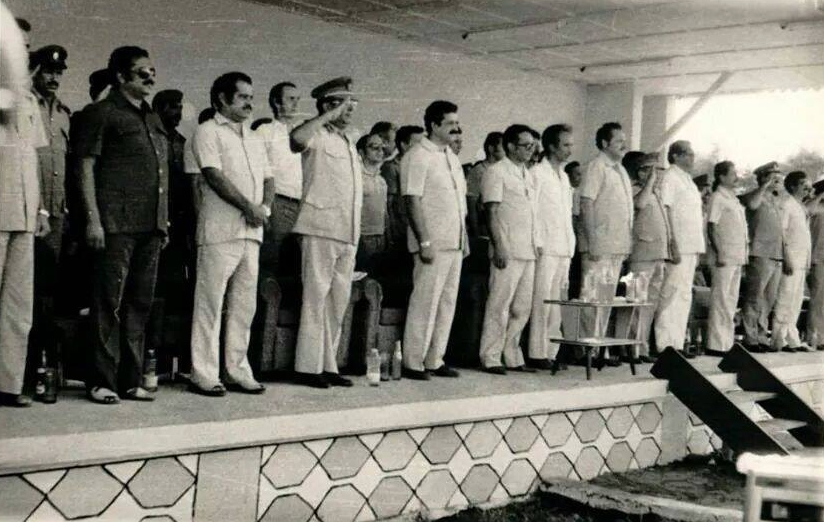
Члены правительства НДРЙ в 1970-е.

### Главы правительства
- Фейсал Абд аль-Латиф аш-Шааби (06.04.1969 — 22.06.1969)
- Мухаммед Али Хейтам[англ.] (23.06.1969 — 02.08.1971)
- Али Насер Мухаммед (02.08.1971 — 14.02.1985)
- Хейдар Абу Бакр аль-Аттас (14.02.1985 — 08.02.1986)
- Ясин Саид Наоман[англ.] (08.02.1986 — 22.05.1990)

## История

### Британское владычество

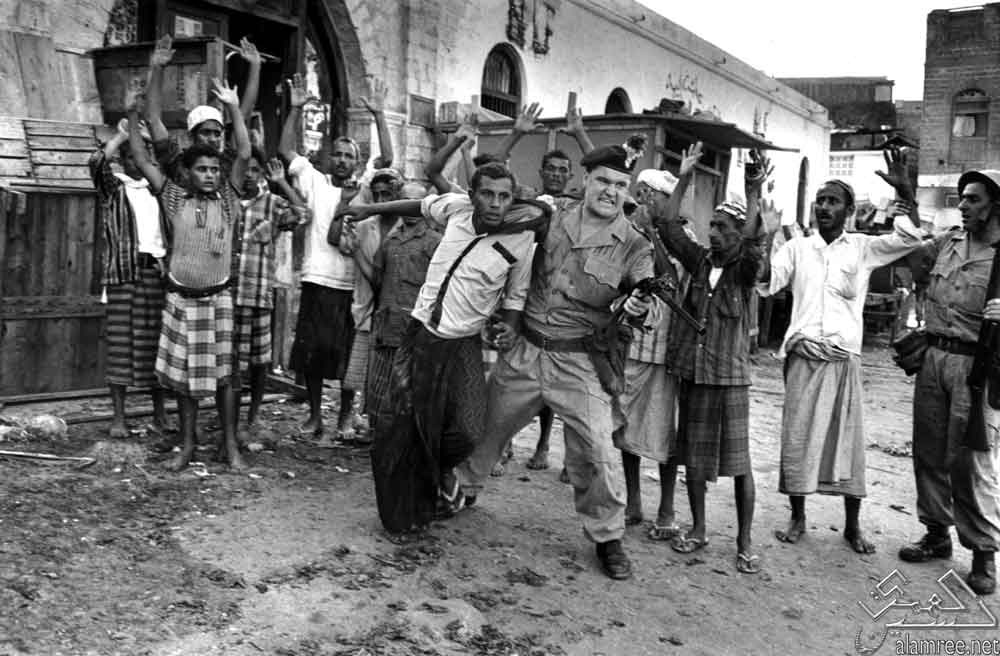
Британские войска запугивают местное население в Адене, 1965 год.

Интересы Англии в Хадрамауте относятся ещё ко временам Наполеоновских войн. Англичане заняли хадрамаутский порт Аден (в переводе с арабского — Рай), а также остров Цейлон и Южную Африку именно для того, чтобы противостоять распространению французского влияния. Британские протекторат и колония Аден, названные по имени административного центра, рассматривались в качестве форпоста на пути в Индию. Также Аден интересовал англичан как угольная база для пароходов, направляющихся в Индийский океан. Поэтому из Бомбея была направлена военная сила для захвата Адена. И в январе 1839 года, несмотря на сопротивление местного населения, город был взят.
С открытием Суэцкого канала в 1869 году Аден вернул некогда утерянное процветание, однако этот расцвет, вызванный внешними стимулами, не оказал никакого положительного влияния на районы, находящиеся даже в небольшом удалении от Адена. Это вызвано тем, что англичане стремились создать специальную племенную буферную зону, которая защитила бы важнейший порт. Колонизаторов совсем не беспокоили постоянные межплеменные войны и усобицы, коль скоро они не затрагивали их интересов. Наоборот, междоусобицы давали им повод для укрепления своего влияния в протекторатах путём оказания «добрых услуг» в качестве посредников и препятствовали объединению племен в союзы для борьбы против английских колонизаторов. Британия установила договорные отношения с прочими княжествами Южного Йемена в обмен на оружие и деньги.
Британско-турецкие переговоры о границах протектората Аден завершились подписанием Лондонской конвенции 1914 года
В 1958—1959 годах существовала Федерация Южная Аравия (ФЮА) под британским протекторатом.

### Антиколониальная борьба и деколонизация

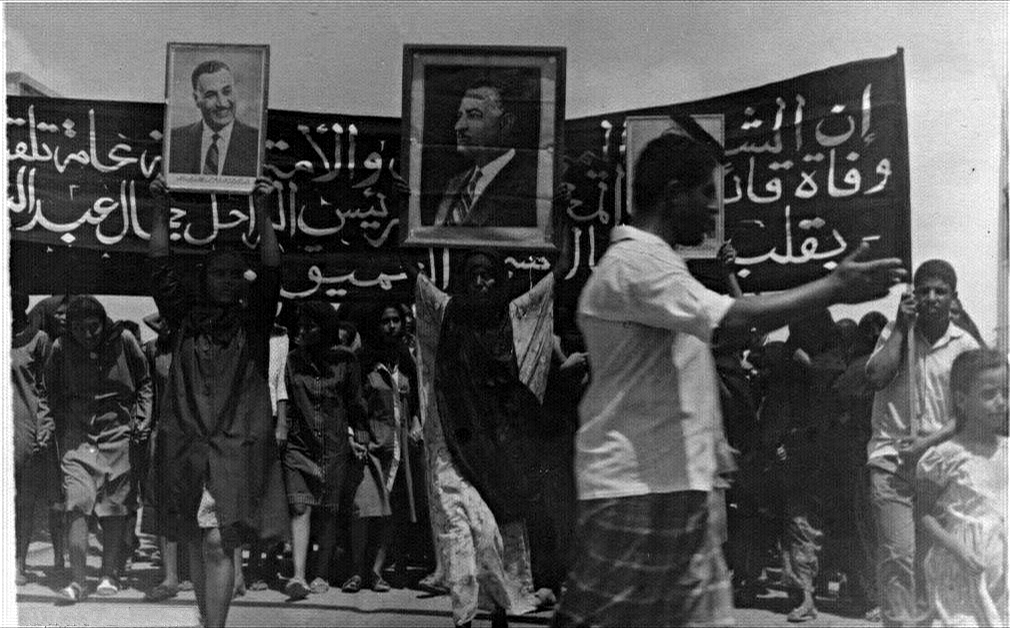
Насеристская демонстрация против британского владычества в Адене.

Под влиянием проводимой Гамалем Абдель Насером политики, направленной против британского колониального господства на Ближнем Востоке, в конце 1950-х в Адене начало зарождаться антибританское движение, пока ещё не проявляющее себя. Вслед за созданием Объединённой Арабской Республики Насер предложил Йемену примкнуть к союзу арабских государств, что поставило под угрозу существование Аденского протектората. Из-за страха потерять колонию Британскими властями было принято решение об объединении отдельных южно-йеменских княжеств под английской короной.
В феврале 1959 года была создана Федерация Арабских Эмиратов Юга, впоследствии переименованная в Федерацию Южной Аравии, в которую вошли 6 княжеств Западного протектората Аден. В 1961 году к ним присоединись ещё 10 княжеств, в 1964 году добавилось ещё одно, однако на востоке княжества Касири и Куайти изъявили желание не вступать в Федерацию, рассчитывая создать прочную экономическую базу, и затем заявить о своей независимости.
В 1963 году в Адене был образован Национальный фронт освобождения оккупированного Аравийского Юга (с 1967 — Национальный фронт, НФ), программа которого провозглашала необходимость развития вооруженной борьбы против колониального режима, призывала к ликвидации английской военной базы, а также созданию объединенного Йемена.
14 октября 1963 года в горах Радфана (провинция Лахдж) произошло боестолкновение отряда англичан с отрядом, который недавно вернулся из ЙАР, где воевал за Республику, а по возвращении отказался сдать оставленное северянами оружие. Руководитель отряда, шейх Рагих Галиб Лабуза, в этом бою погиб, но в борьбу вступил НФ, направив в Радфан своего человека в качестве командира этого отряда. Также было налажено снабжение этого отряда с территории ЙАР. 14 октября с тех пор считается началом освободительной борьбы.
Англичане не предполагали, что столкнулись с новым противником, целью которого являлось не удержание территории, а уничтожение как можно большего числа единиц противника. Британская кампания в горах Радфана продолжалась 6 месяцев вместо запланированных 3 недель. Было стянуто более 2000 солдат вместо первоначальных 1000. Англичане недооценили НФ, они не рассчитывали, что простое партизанское движение в горах Радфана выльется в хорошо спланированное военное сопротивление.
В 1964 году новое лейбористское британское правительство Гарольда Вильсона объявило о намерении передать власть Федерации Южной Аравии в 1968 году при условии сохранения британской военной базы. В том же году было совершено около 280 партизанских нападений и более 500 — в 1965 году.
В январе 1967 года в Адене произошли массовые беспорядки, спровоцированные НФ, которые продолжались до середины февраля, несмотря на вмешательство британских войск. Во время развернувшейся партизанской войны не прекращались нападения на британских военнослужащих.

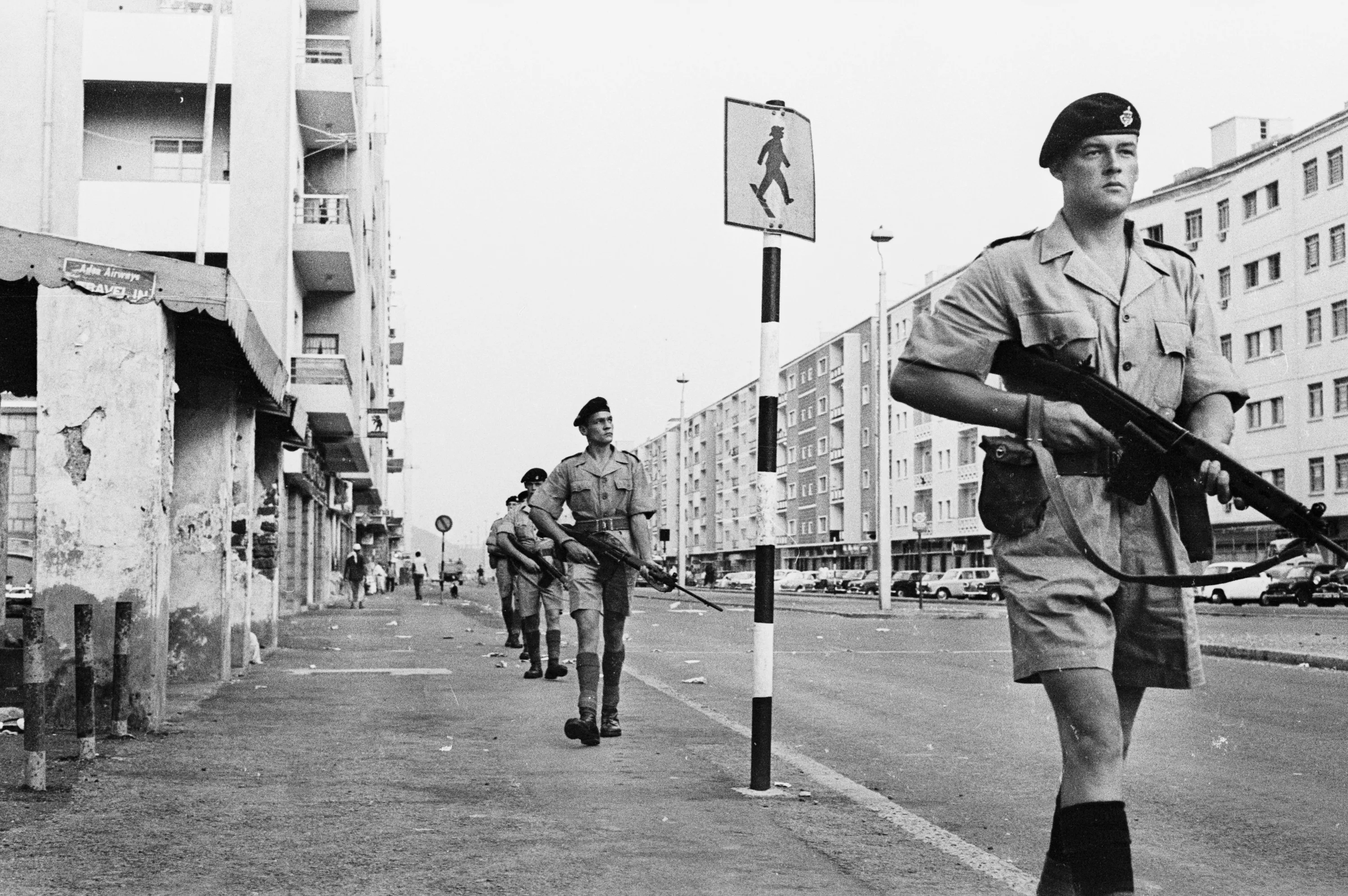
Британский патруль на улице в районе Маала, Аден. 1967 год.

Временное закрытие Суэцкого канала в 1967 году лишило англичан последнего шанса сохранить колонию. В условиях неконтролируемого насилия против них они начали вывод войск.
К октябрю 1967 года почти вся территория Южного Йемена находилась в руках патриотов. В подавляющем большинстве районов власть осуществлял НФ. Только в Адене колонизаторами была сделана последняя попытка спасти положение. Английские власти и их сторонники надеялись использовать острый кризис в отношениях между Национальным фронтом и другими национальными силами. 3—5 ноября 1967 года город Аден стал ареной кровопролитных стычек между сторонниками независимости. Однако НФ, получив поддержку федеральной армии (практически в полном составе перешедшей на его сторону) и полиции, сравнительно легко одержал победу. После этого он стал реальной политической и военной силой на всей территории Южного Йемена.
В этих условиях английские правящие круги вынуждены были начать переговоры с представителями НФ, официально признав его организацией, правомочной взять власть в Южном Йемене после предоставления ему независимости. 29 ноября 1967 года последний английский солдат покинул территорию Южного Йемена, и на следующий день — 30 ноября 1967 года было провозглашено создание Народной Республики Южного Йемена (НРЮЙ).

### После обретения независимости

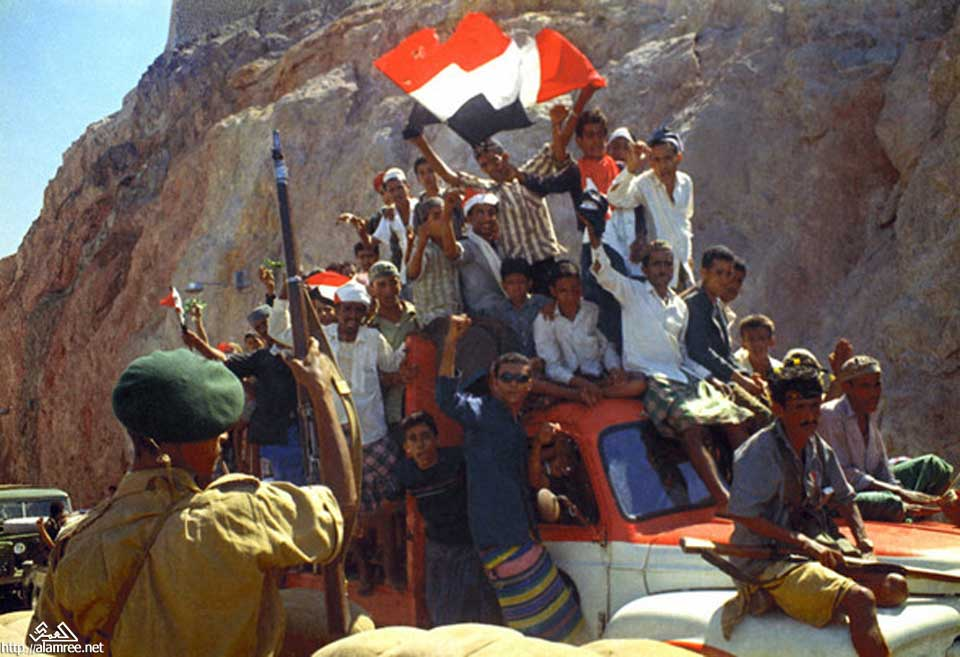
Сторонники НФО размахивают флагами, отмечая обретение независимости 29-30 ноября 1967 года.

Колониализм оставил НРЮЙ слаборазвитую экономику, по производству ВНП на душу населения страна занимала одно из последних мест в арабском мире. Молодая республика с первого дня своего существования столкнулась с рядом серьёзных трудностей, среди них: прекращение транзитного судоходства в связи с закрытием Суэцкого канала, безработица, отсутствие единства в рядах НФ.
Вместо обещанной англичанами помощи в 12 млн ф. ст. НРЮЙ получила лишь 2,7 млн.
Преодоление социальной раздробленности, бедности, а также вывод страны на новый этап развития стали первостепенными задачами, которое ставило перед собой новое правительство.
Существование нового государства находилось под угрозой, чему способствовала деятельность правого крыла республиканцев Северного Йемена, консервативные режимы Саудовской Аравии и Омана; Великобритания и США также считали, что их интересы в регионе находятся под угрозой.
Первое правительство НРЮЙ было создано 1 декабря 1967 года и состояло из 12 министров. Кахтан Мухаммед аш-Шааби стал одновременно президентом, премьер-министром, а также Верховным Главнокомандующим. В своём первом официальном обращении он объявил о начале «социалистической революции», о политике «позитивного нейтралитета» в отношении Северного Йемена, а также о намерении поддерживать революционные движения в Палестине и странах Персидского залива.
С 30 ноября 1967 по 22 июня 1969 года президентом страны был Кахтан Мухаммад аш-Шааби. Затем верховным органом власти был коллективный Президентский совет, состав которого менялся, но Председателем его до 26 июня 1978 года оставался Салем Рубейя Али (Сальмин).

В ночь с 19 на 20 марта 1968 года офицеры армии и полиции во главе с Хусейном Османом Ашшалем предприняли попытку путча. Армейские подразделения заняли радиостанцию, блокировали улицы Адена и арестовали большую группу деятелей левого крыла НФ, в том числе восемь членов Генерального руководства, и ряд других популярных лидеров освободительной борьбы — всего 160 человек. Вечером 20 марта мятежники, закрыв границы страны и её порты, потребовали от президента сформирования другого правительства и «избавления страны от коммунистической опасности». Против путчистов выступили ряд армейских подразделений, профсоюзы и другие общественные организации. Из тюрьмы бежали 16 арестованных левых лидеров. В ряде районов были окружены военные лагеря и разоружены офицеры, поддержавшие путч. В этих условиях президент предложил военным вернуться в казармы, пообещав, что путчисты не будут наказаны. Его предложение было принято, все арестованные освобождены, часть левых деятелей вернулась на свои посты. Так как к организации путча было причастно посольство США в НРЮЙ, из страны был выслан военный атташе США.

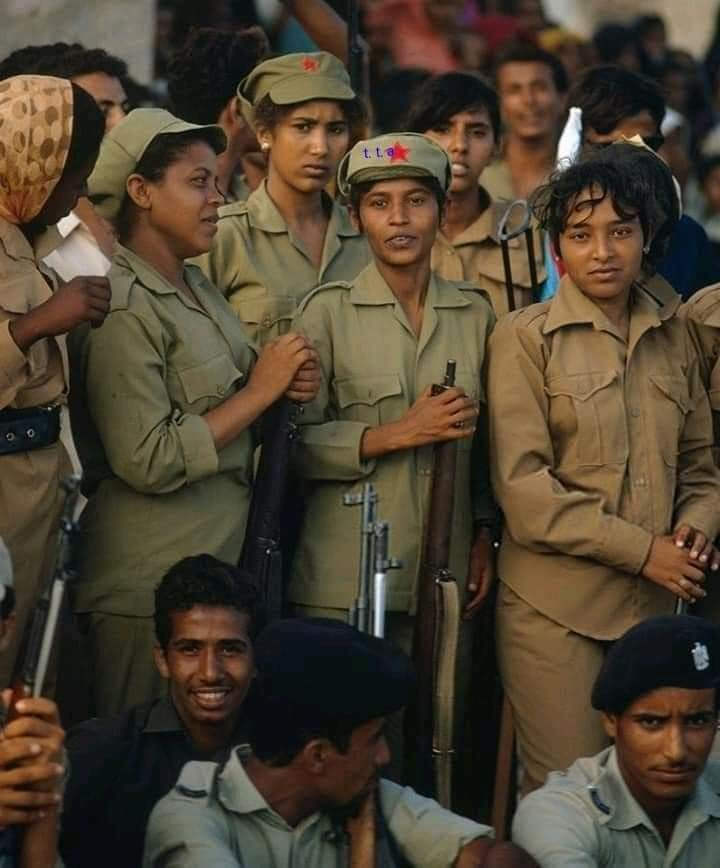
Южнойеменские студентки в военной униформе НДРЙ с оружием.

### «Славная исправительная революция»
В мае 1969 года возник конфликт между президентом Кахтаном аш-Шааби и министром внутренних дел Мухаммедом Али Хейтамом. 19 июня, нарушив принцип коллективного руководства, президент единолично сместил министра. Руководители левого крыла НФ обвинили президента в стремлении установить режим диктатуры и лишить партийное руководство его полномочий. Аш-Шааби, рассчитывая на поддержку армии и полиции, объявил, что подаёт в отставку. 22 июня левое крыло НФ установило контроль над радиостанцией и передало решение ЦК НФ об отставке аш-Шааби со всех постов (он был арестован), создании Президентского совета и формировании нового правительства.
Страну возглавил Президентский Совет в составе пяти человек: председатель Совета Салем Рубейя Али, премьер-министр Мухаммед Али Хейтам, генеральный секретарь НФ Абдель Фаттах Исмаил, министр обороны Али Насер Мухаммед, а также Мухаммед Салех Авлаки. Все деятели правого крыла НФ были сняты со своих постов. Эта акция получила название «оздоровительное движение». Правые силы попытались поднять на захват столицы некоторые армейские части, дислоцированные во внутренних районах, но потерпели неудачу. Ряд высших офицеров бежал за границу. К руководству страной пришло левое крыло НФ.
27 ноября 1969 года был принят закон «Об экономической организации государственного сектора и национального планирования». Согласно закону было национализировано множество банков и предприятий, принадлежавших главным образом иностранному капиталу. Была объявлена государственная монополия на закупку муки, пшеницы, масла, сахара, чая, сигарет, автомашин, продукции машиностроения, а также медикаментов для государственных больниц. Вводилось централизованное планирование.
Новые власти заняли крайне левую позицию на международной арене и заявили о своей поддержке палестинцев и революции в Дофаре. Западная Германия разорвала отношения с Южным Йеменом из-за признания тем ГДР; Соединенные Штаты также разорвали дипломатические отношения в октябре 1969 года. Народная республика установила тесные связи с СССР (таким образом, советские военно-морские силы получили доступ к Индийскому океану, прежде всего через базы на острове Сокотра), его европейскими союзниками и Кубой. Конституция ГДР 1968 года даже послужила образцом для первой южнойеменской конституции. 

### Социалистический курс и переименование в НДРЙ

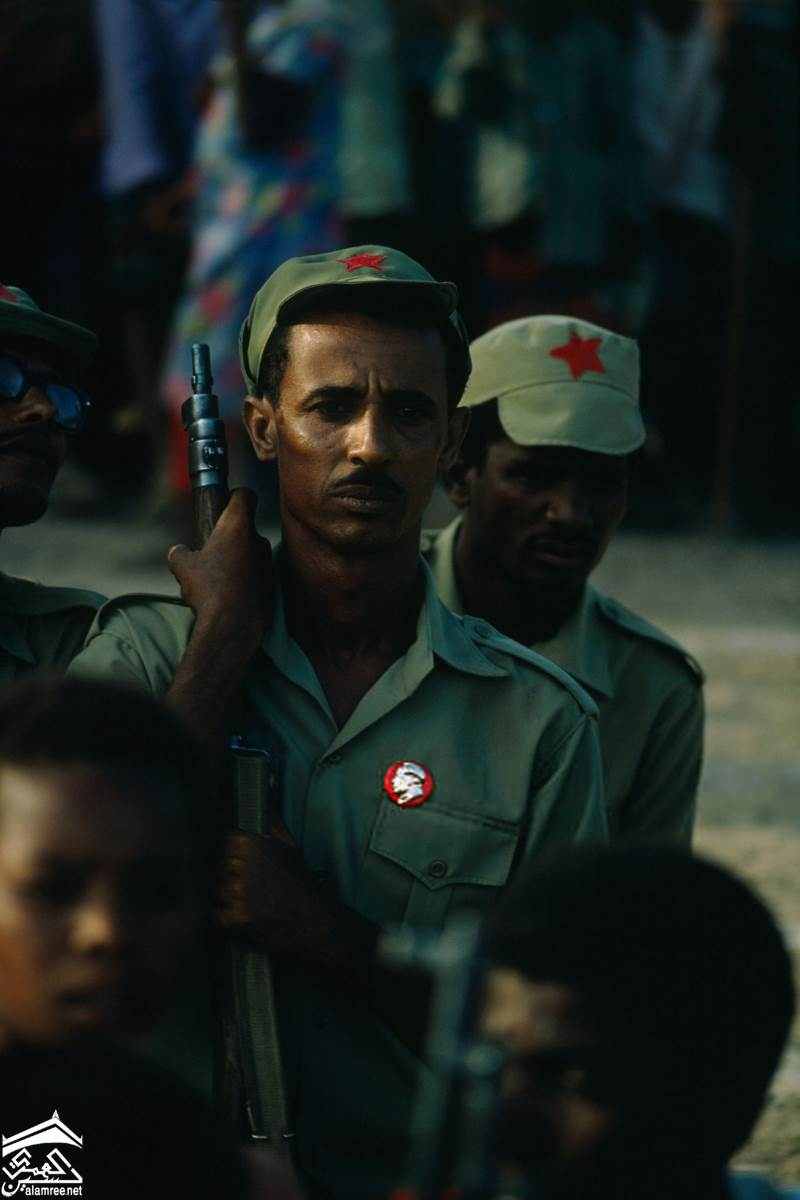
Участник военного парада в НДРЙ со значком с Мао Цзэдуном.

30 ноября 1970 года была принята Конституция, Народная Республика Южного Йемена была переименована в Народную Демократическую Республику Йемен (НДРЙ). Предполагалось, что законодательная власть будет сосредоточена в руках Верховного Народного Совета, состоящего из 101 члена, 86 из которых избирались местными советами (также среди них должны были присутствовать женщины), остальные 15 избирались профсоюзами. Однако структура народных советов, принятая на заседании четвёртого съезда Национального Фронта в марте 1968 года, ещё не была воплощена в жизнь, следовательно, 86 членов временного Верховного Народного Совета были определены самим Национальным фронтом. Национальный фронт заручился поддержкой партии «БААС» и марксистских организаций Южного Йемена.
5 ноября 1970 г. был принят второй закон об аграрной реформе. Также правительство НДРЙ уменьшило размер заработной платы госслужащих, ввело новые налоги, порт Адена перестал быть зоной свободной торговли, правительство проводило дальнейшую национализацию предприятий.

НФ старался поддерживать профсоюзы. После объявления независимости Конгресс профсоюзов Адена был в 1968 г. объединён с Федерацией профсоюзов Хадрамаута и переименован во Всеобщую конфедерацию йеменских трудящихся (Единый профсоюз йеменских рабочих), тем самым подчеркивалось единение рабочего класса всего Южного Йемена, а не только Адена (в начале 1980-х годов его численность составляла 120 тысяч человек; профцентр с 1969 г. входил во Всемирную федерацию профсоюзов). Тем не менее, около 80 000 рабочих покинули Йемен в поисках работы, примерно 20 тысяч оставшихся не смогли устроиться. Многие рабочие были настроены против НФ, так как с обретением независимости немало йеменцев потеряли работу. При этом только при новых властях институт рабства, который был отменён в Северном Йемене революцией 1962 года, был запрещён и в Южном Йемене. 

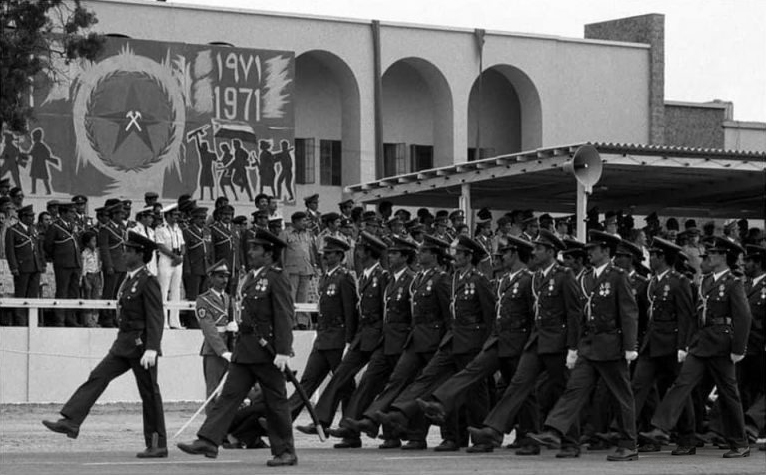
Парад вооружённых сил НДРЙ в 1971 году.

В феврале 1968 года был создан Всеобщий союз йеменских женщин (Единый профсоюз йеменских женщин). Действовала также Федерация йеменских женщин. В 1971—1972 годах йеменки выступали с митингами против ношения паранджи, как символа угнетения женщин (в 1972 паранджа была запрещена). Женская организация также решала вопросы, связанные с разводом. Несмотря на консервативную среду и сопротивление, женщины стали юридически равны мужчинам, многожёнство, детские браки и браки по договоренности были запрещены законом, гарантировались равные права при разводе. Помимо законодательства, государство проводило более широкие культурные и социальные преобразования. Женщин активно поощряли к участию в секторах, традиционно зарезервированных для мужчин, включая военную, судебную и политическую сферы. Крупная кампания по ликвидации неграмотности между 1972 и 1976 годами отдавала приоритет участию женщин. Эти усилия способствовали тому, что Южный Йемен достиг одного из самых высоких показателей участия женщин в рабочей силе в арабском мире того времени. 
Существовал Йеменский социалистический союз молодёжи, численность которого составила около 30 тыс. человек — преемник Организации йеменской демократической молодёжи им. ас-Саляфи, основанной в 1961 г. Действовали также Федерация йеменских женщин, Всеобщий национальный союз учащихся, Организация комитетов народной обороны, Йеменский демократический союз крестьян, Комитет сторонников мира, Общество дружбы с социалистическими странами.
Страна активно реформировалась по социалистической модели, но новая идеология прививалась с трудом. Большинство газет, выпускавшихся некогда в Адене, были закрыты после объявления независимости, их заменила новая революционная пресса. Из-за высокого уровня неграмотности радио стало основным источником информации для населения. Недостаток финансирования сказался на национальном телевидении и кино, их заменяли египетской продукцией. Большой вред сельскохозяйственным производственным кооперативам нанесли, в частности, экспроприация собственности мелких хозяев, полный запрет частной торговли сельскохозяйственной продукцией, отсутствие материальных стимулов, неверная политика цен и сбыта, насильственное создание кооперативов и грубое администрирование в некоторых из них.

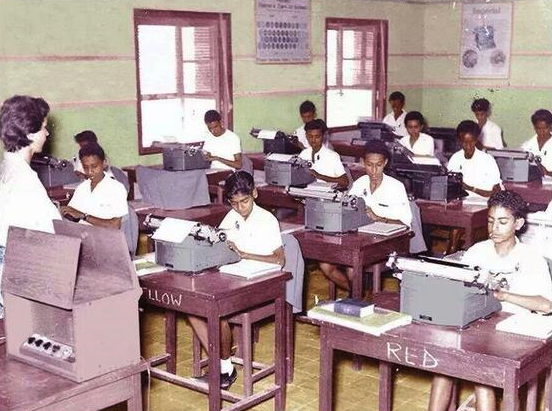
Класс в Адене при НДРЙ.

На пятом съезде НФ в 1972 году было принято решение следовать курсу развития по модели СССР. Национальный фронт (после слияния с Баас и Народно-демократическим союзом Южного Йемена на объединительном съезде, проходившем 11—13 октября 1975 года) стал именоваться Объединенной Политической Организацией Национальный фронт (ОПОНФ). Благодаря усилиям главы страны Салима Рубейя Али удалось наладить отношения с Саудовской Аравией и Северным Йеменом. Ближайшими союзниками в арабском мире НДРЙ были Сирия, Ливия, Алжир и Организация Освобождения Палестины. С ЙАР имели место многочисленные пограничные столкновения, переходившие в войны (например, в 1972, 1978, 1979, 1980, 1985 и 1987 годах). По итогам наиболее кровопролитных войн между Южным и Северным Йеменом были подписаны Каирское (1972) и Кувейтское (1979) соглашения, по которым обе стороны подтверждали свою приверженность процессу объединения Йемена. 
К 1973 году ВВП Южного Йемена увеличился на 25 процентов, а количество школ в стране увеличилось в 2 раза по сравнению с 1968 годом. В 1970 в Адене открылось первое высшее учебное заведение — Высший колледж, состоящий из факультета естественных наук и филологического факультета. В 1980 году в НДРЙ училось 236,2 тыс. человек, в 1985 году — 305,7 тыс.; число школ возросло с 924 до 1036. Как результат, по данным ЮНЕСКО, в 1985 году образование в Южном Йемене считалось лучшим на Аравийском полуострове, а 98% населения числились грамотными. 

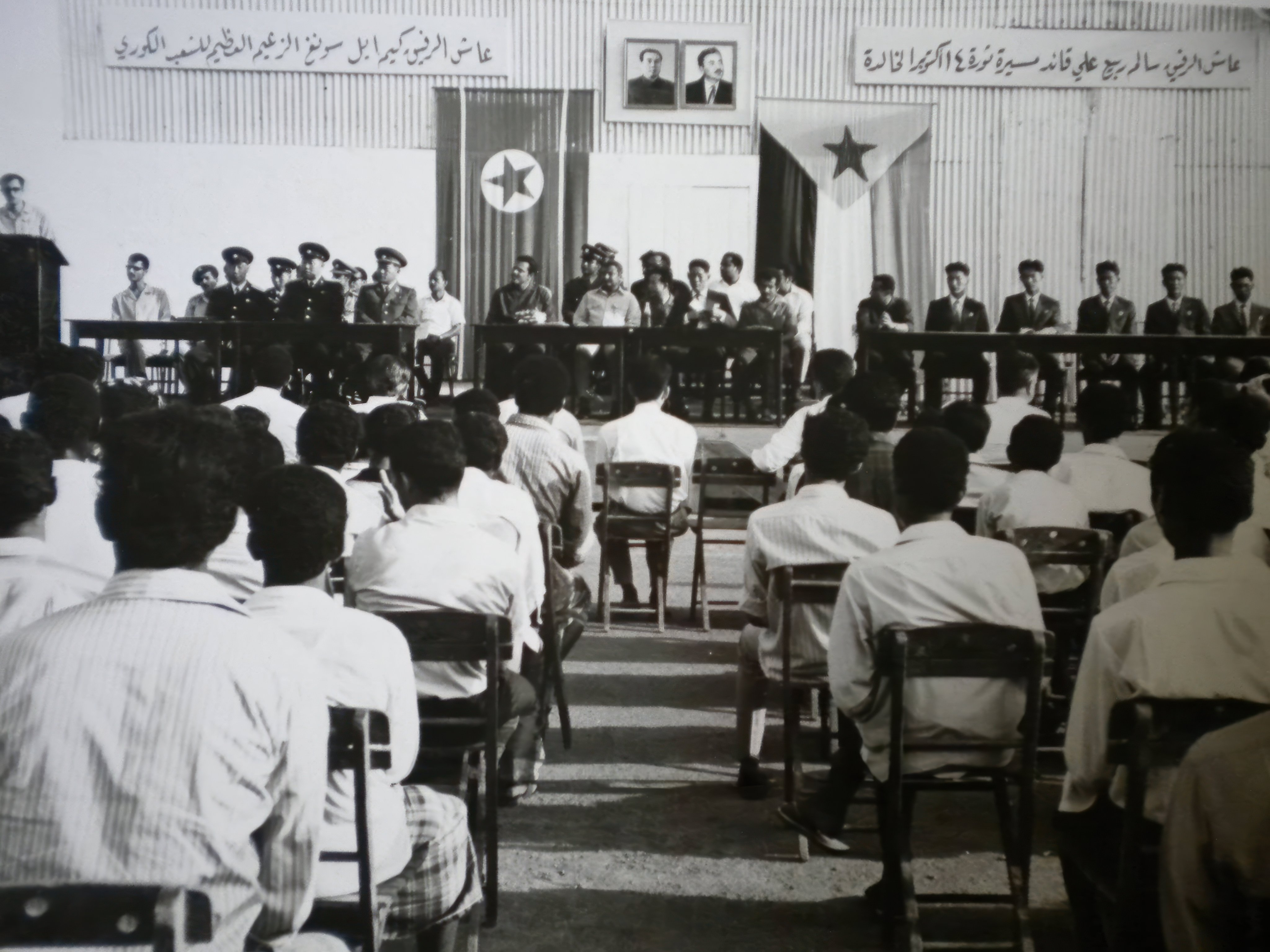
Встреча представителей Южного Йемена и Северной Кореи, 1970-е годы. Надписи содержат восхваления в адрес Салема Рубейи Али и Ким Ир Сена.

Большое внимание уделялось политическому воспитанию в рядах республиканской армии. СССР, близкие ему страны социалистического блока и КНР помогали в строительстве и развитии экономики, открытии месторождений полезных ископаемых, модернизации армии НДРЙ, просвещении и обучении кадров.

### Мятеж и смещение Салема Рубейи Али

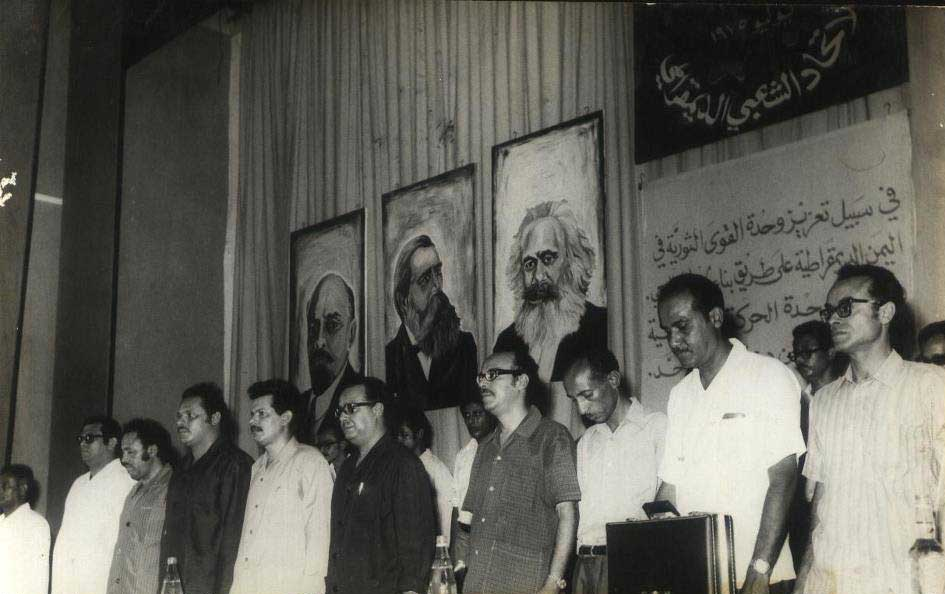
Али Насер, Абдель Фаттах Исмаил и Абдулла Бадиб на фоне портретов Карла Маркса, Фридриха Энгельса и В.И Ленина

23 июня 1978 года, связавшись с президентом ЙАР аль-Гашими, Салем Рубейя Али попросил его принять своего личного представителя с конфиденциальным посланием. Когда посланник, войдя в кабинет президента ЙАР, открыл портфель, раздался взрыв. Заложенная в портфель бомба убила посланника и смертельно ранила президента. Вероятно, Салем Рубейя Али намеревался спровоцировать войну между двумя Йеменами, обескровить армию НДРЙ, установить режим личной диктатуры, расправиться с руководством ОПОНФ и затем перейти к соглашению с ЙАР через посредничество арабских консервативных режимов, прежде всего Саудовской Аравии, заинтересованной в ослаблении и НДРЙ и ЙАР.
ЙАР разорвала отношения с НДРЙ и привела в боевую готовность свои вооружённые силы, обвиняя её в терроризме и агрессии.
25 июня Салем Рубейя Али отказался присутствовать на чрезвычайном заседании ЦК ОПОНФ, на котором от него ждали объяснений «по поводу его действий, не отражающих политику ОПОНФ и правительства» и подал заявление об отставке, после принятия которой предпринял попытку переворота, которая была подавлена. Салем Рубейя Али и двое его соратников на следующий день были казнены.
В состав нового президентского совета (со 2 июля 1978) вошли Али Насер Мухаммед (одновременно председатель Президентского Совета и премьер-министр), Абдель Фаттах Исмаил (Генеральный секретарь ЦК ОПОНФ и председатель Президиума Верховного народного совета), Мухаммед Салех Мутыйя (министр иностранных дел), Али Абдель Раззак Баазиб (министр культуры и туризма), Али Ахмед Насер Антар (министр обороны).

### Йеменская социалистическая партия и смещение Абдель Фаттаха Исмаила

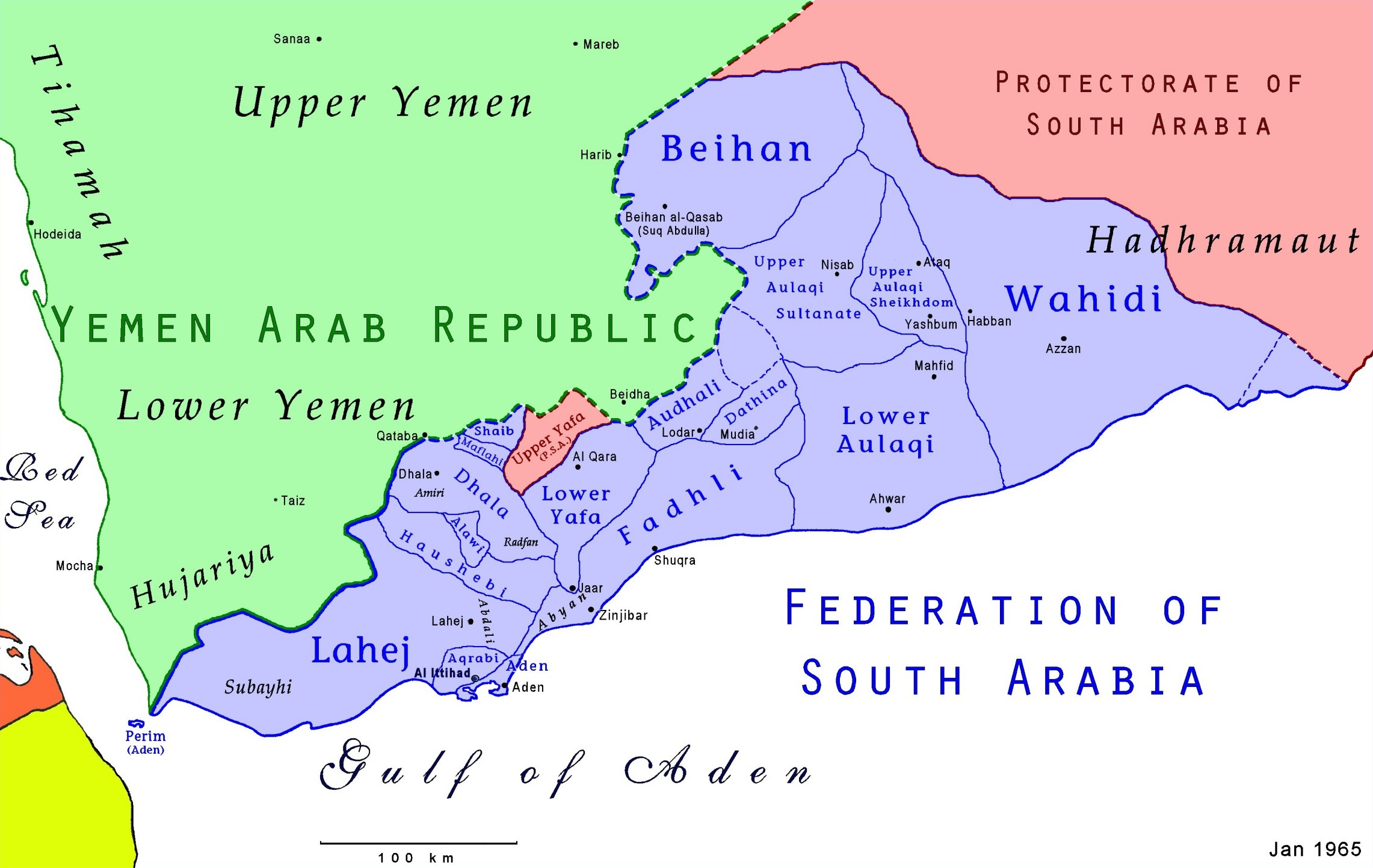
Родина Али Насера — племенная «республика» Датина (Dathina), Али Антара — эмират Ад-Дали (Dhala), аль-Аттаса и аль-Бейда — район Хадрамаут (Hadramaut) — на карте ФЮА.

13—14 октября 1978 года, на Учредительном съезде, Объединённая политическая организация Национальный Фронт (ОПОНФ) была преобразована в Йеменскую социалистическую партию (ЙСП). В уставе партии было зафиксировано, что теоретической основой партии является научный социализм. Целью ЙСП являлось «построение единого демократического Йемена с социалистической перспективой». Её генеральным секретарем был избран Абдель Фаттах Исмаил, который по результатам первых парламентских выборов в НДРЙ в декабре 1978 года был избран председателем президиума вновь сформированного Верховного Народного Совета (ВНС) НДРЙ — по аналогии с тогдашним Верховным Советом СССР. Фактически пост лидера формирующейся «авангардной партии нового типа» постепенно начал становиться главным постом в стране.
В октябре 1979 года был заключен 20-летний договор о дружбе и сотрудничестве с СССР, НДРЙ получила статус наблюдателя при СЭВ.
С 20 апреля 1980 года генеральным секретарём ЙСП и председателем президиума ВНС стал Али Насер Мухаммед (с августа 1971 до февраля 1985 года он сохранял за собой также пост премьер-министра). Абдель Фаттах Исмаил подал в отставку «по состоянию здоровья», получил номинальный пост председателя партии и уехал из страны в СССР «на лечение». Вся власть в стране (посты президента, премьер-министра и генерального секретаря ЙСП сконцентрировались в руках одного человека — Али Насера.
Однако руководство страны и партии не было единым, де-факто существовала оппозиция, главным действующим лицом которой выступал член политбюро ЙСП бригадный генерал Али Ахмад Насер Антар (уроженец района Эд-Дали, провинция Лахдж, фактически — создатель современной южнойеменской армии по образцу СССР). По некоторым данным именно он в апреле 1980 года заставил Абдель Фаттаха «уйти по здоровью» и добровольно передать власть Насеру Мухаммеду. Однако со временем такой шаг стал выглядеть опрометчивым и большинство партийного и армейского руководства начало выступать за возвращение Абдель Фаттаха в страну и во власть. Параллельно в стране началась подспудная подготовка к силовому варианту разрешения внутриполитического кризиса, прежде всего со стороны президента и его сторонников.
В 1981 году НДРЙ, Эфиопия и Ливия заключили тройственный договор о дружбе и взаимопомощи.

Быстрыми темпами развивалась энергетика. В начале 1980-х годов был в значительной мере преодолен фактор нехватки питьевой воды; в частности, к 1985 году было завершено создание системы полного водоснабжения Большого Адена.

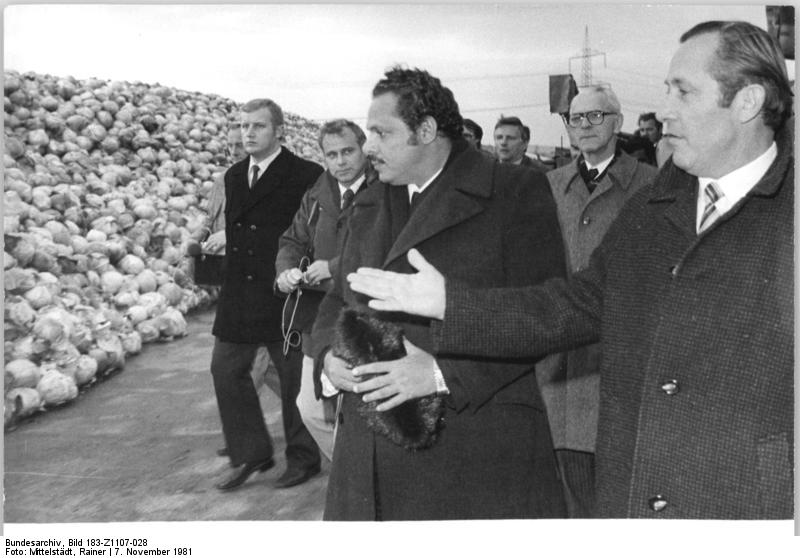
Али Насер Мухаммед (в центре) во время визита в ГДР.

Объём сельскохозяйственного производства возрос с 1980 по 1984 год на 65,7 %. Быстрыми темпами развивалась торговля. За годы пятилетки возрос розничный товарооборот, увеличилась доля госсектора, (упала потребительской кооперации и частного сектора). Увеличилась и доля импорта товаров из социалистических и капиталистических стран; снизилась доля товаров, импортируемых из арабских и других развивающихся стран.
Немалым достижением стала высокая занятость населения.
Однако постоянно рос внешний долг, достигший к 1988 года 1,5 млрд долл. США. Поступления от работающих за рубежом южнойеменцев, составившие в 1982 года около 450 млн долл., тратились на строительство «престижных» объектов, закупку дорогостоящих товаров, в том числе предметов роскоши. Негативную роль играли также отсталость и неподготовленность крестьянина к коллективному труду. Поэтому большинство кооперативов были нерентабельными и пользовались государственными дотациями. Аналогичные трудности испытывали рыболовецкие кооперативы. К этому добавились последствия землетрясения 13 декабря 1982 года (погибло около 3000 человек) и засуха начала 1980-х годов.
НДРЙ попыталась выйти из экономических трудностей за счёт осторожных реформ. В 1984 году в стране было разрешено развитие мелкого частного сектора, были предприняты попытки привлечения из-за границы эмигрантского капитала.
В 1983 году были нормализованы отношения с Саудовской Аравией (однако в декабре 1983 — январе 1984 года имел место вооружённый пограничный конфликт).
В 1985 году оппозиция дважды срывала планы главы страны и его сторонников, обнаруживая неучтённые склады оружия и предупреждая вооружённые выступления. На III съезде ЙСП в октябре 1985 года вернувшийся в страну Абдель Фаттах Исмаил занял пост секретаря ЦК ЙСП.

### Узурпация Али Насера Мухаммеда и гражданская война 1986 года

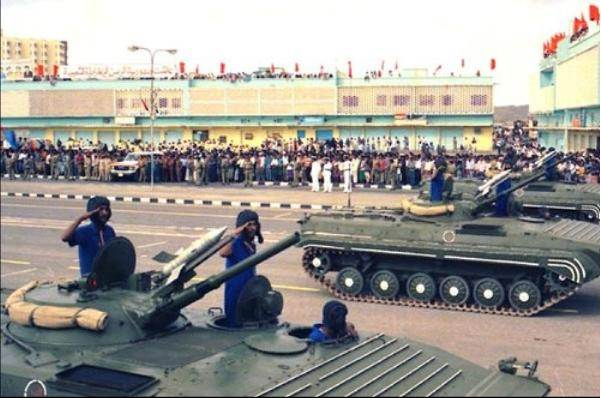
Танки на южнойеменском военном параде (1980-е)

Попытка государственного переворота «сверху», предпринятая 13 января 1986 года главой страны Али Насером Мухаммедом и его сторонниками, привела к многочисленным жертвам, гибели Абдель Фаттаха и основных лидеров внутрипартийной оппозиции (Али Антара, Али Шаи Хади, Салеха Муслеха Касема), бегству Али Насера и его сторонников в Северный Йемен.

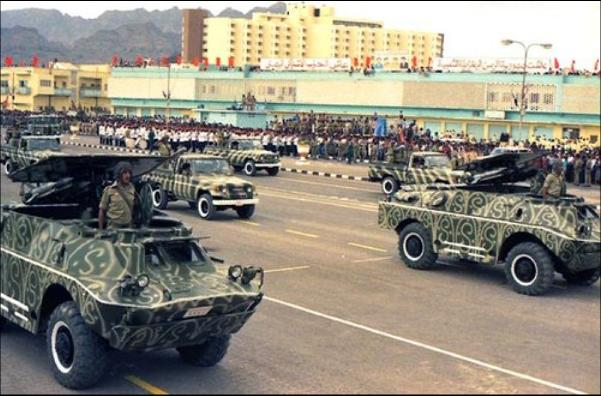
Техника НДРЙ на параде (1980-е)

На 10:00 13 января 1986 года президентом НДРЙ и генсеком ЦК ЙСП Али Насером Мухаммедом было назначено внеочередное заседание Политбюро, куда ни он сам, ни его сторонники не прибыли. Оппозиционеры-руководители страны и партии — 6 человек — оказались в зале заседаний одни. В 10:20 в зал вошли два охранника президента, которые начали расстреливать оппозиционеров. Али Антар (он отстреливался), Али Шаи и Салех Муслех были убиты. Абдель Фаттах тяжело ранен. Али Салем аль-Бейд (будущий глава ЙСП) и Салем Салех Мухаммад не пострадали. Пробившаяся к залу с боем охрана вывела их и вынесла Абдель Фаттаха из здания ЦК ЙСП. При попытке вывезти Абдель Фаттаха на БТР последний был обстрелян из гранатомётов и сожжён.

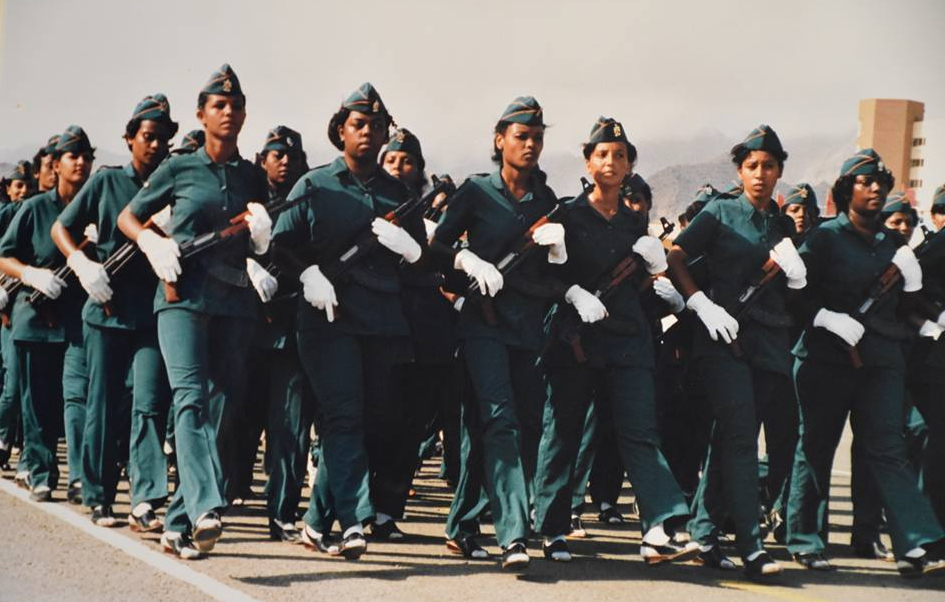
Женщины на военном параде в НДРЙ.

Одновременно сторонники Али Насера начали арестовывать и физически уничтожать своих противников в органах партии, армии, полиции, госбезопасности. МВД, ВМС (22 корабля, в том числе дивизион ракетных катеров, 2 танковые роты и бригада морской пехоты) и основная часть авиации были на стороне президента, но основные бронетанковые и специальные части — на стороне оппозиции, что способствовало развёртыванию активных внутрийеменских боевых действий. Через несколько дней к Адену подошли танки командующего танковыми войсками Хейсама Касема и пехота Западного операционного направления (Эль-Анад) — начались кровопролитные бои за пригороды и сам город. При этом население страдало не только от обстрелов (были взорваны артиллерийские склады и нефтехранилища), но и от перебоев с пресной водой и электричеством (многие объекты гражданской инфраструктуры были разрушены или сожжены). 
Ведущие державы — СССР, Великобритания и Франция — впервые после Второй мировой войны — вынуждены были в этой ситуации объединить усилия своих флотов и дипломатических представительств в Адене и организовать срочную эвакуацию из Адена своих граждан и граждан других стран, при этом договорившись с противоборствующими сторонами внутреннего конфликта о прекращении огня на время эвакуации. По разным данным, всего эвакуировано было до 10 тыс. человек.
Южнойеменская делегация во главе с премьер-министром НДРЙ Хайдаром Абу Бакром аль-Аттасом, находившимся 13 января с визитом в Индии, с 16 по 23 января вела переговоры в Москве, где заручилась поддержкой и обратилась с призывом о прекращении огня между «товарищами по совместной борьбе».
Али Насер вылетел в Эфиопию к Менгисту Хайле Мариаму, отказавшему ему в просьбе о помощи, затем некоторое время пытался удерживать позиции в своей родной провинции Абъян, но после поражения эмигрировал. Активная фаза боевых действий закончилась 24 января.
В ходе этих событий в НДРЙ погибло от 4 тыс. до 10 тыс. человек, были жертвы и среди иностранных граждан. В результате из страны эмигрировало около 60 тыс. человек. Экономический ущерб превысил 115 млн долларов, в стране надолго появилась нехватка рабочей силы.

### Кризис и путь к объединению Йемена

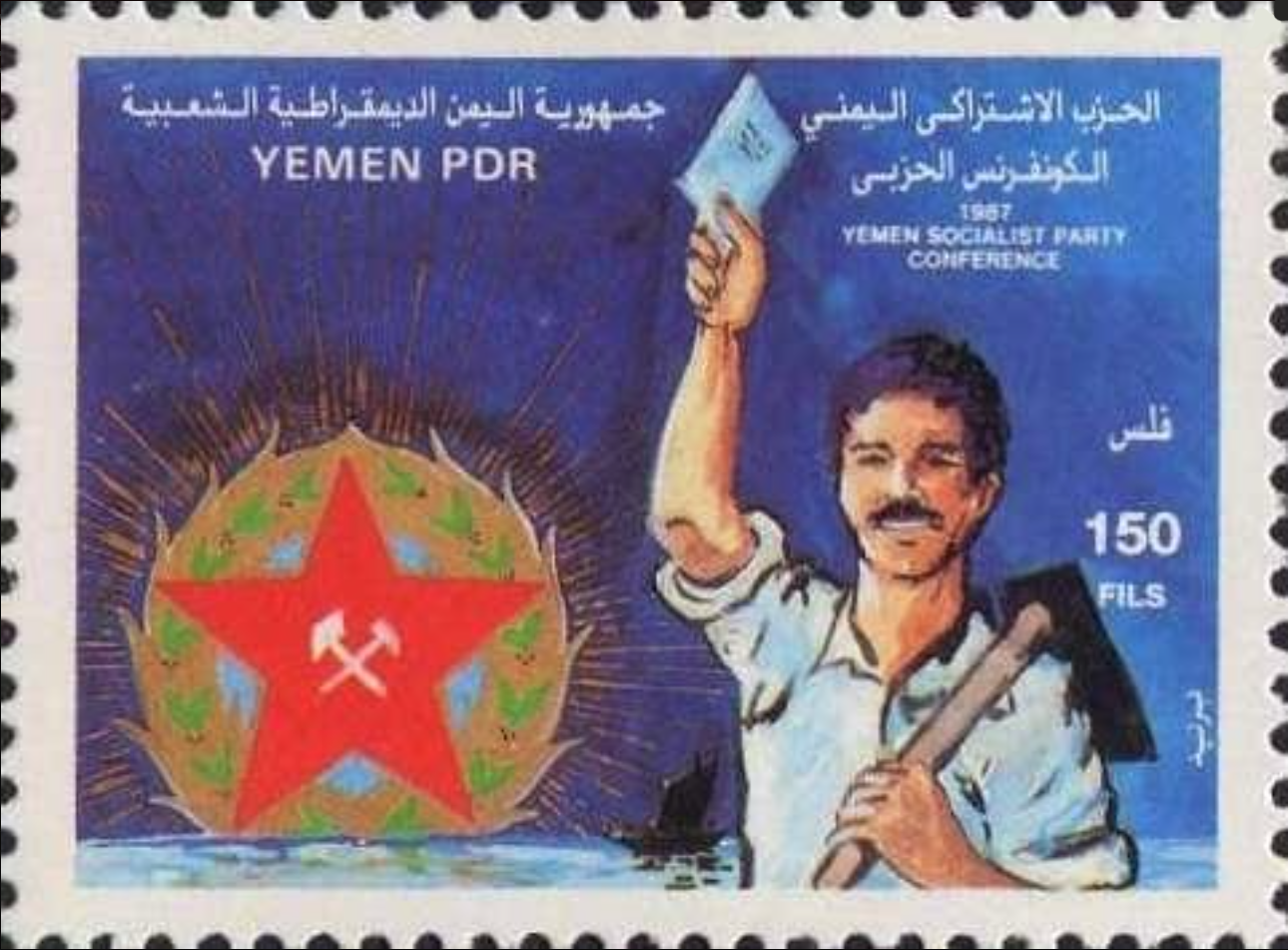
Марка НДРЙ 1989 г. с изображением рабочего и эмблемы правящей партии

С февраля 1986 года генсеком ЙСП стал Али Салем аль-Бейд, Председателем Президиума ВНС — Хайдар Абу Бакр аль-Аттас, а премьер-министром — Ясин Саид Наоман.
В марте 1986 был издан указ о всеобщей амнистии для сторонников Али Насера Мухаммеда и принято постановление о пенсиях семьям всех погибших, независимо от того, на чьей стороне они воевали.
Одновременно в декабре 1986 года прошёл открытый судебный процесс над виновными в событиях января 1986 года, по которому обвинялось 142 человека, из них 48 — заочно. Ряд признанных виновными был расстрелян.
Новое правительство также не было единым, однако было настроено на наведение порядка в стране. В октябре 1986 года прошли вторые выборы в Верховный Народный Совет (явка составила 89 %, председателем Президиума Верховного народного совета НДРЙ стал Хейдар Абу Бакр аль-Аттас, но фактическим руководителем страны являлся генеральный секретарь ЦК ЙСП Али Салем аль-Бейд), а в середине 1987 года был принят новый план развития государства.
В условиях сворачивания советской помощи экономическое положение НДРЙ ухудшалось. Для преодоления политических и экономических последствий январского кризиса, а также налаживания отношения со своим северным соседом, правительство НДРЙ взяло курс на сближение с Йеменской Арабской Республикой (ЙАР). Произошла нормализация отношений с Ираком, Оманом, Египтом, а затем и западными странами. В то же время в стране активизировалась антикоммунистическая вооружённая оппозиция — в частности, группировка «Исламский джихад» во главе с Тариком аль-Фадли — наследником последнего султана Фадли, ранее воевавшего в Афганистане на стороне моджахедов.
В результате личных переговоров Президента ЙАР Али Абдаллы Салеха и генсека ЙСП Али Салема аль-Бейда 30 ноября 1989 года во время визита главы ЙАР в Аден было принято историческое решение об объединении Йемена в единое государство. 22 мая 1990 года две враждующие страны объединились в Республику Йемен, которую возглавил Али Абдалла Салех, Али Салем аль-Бейд занял пост вице-президента, а Хайдар Абу Бакр аль-Аттас — премьер-министра.

### В составе Йеменской республики

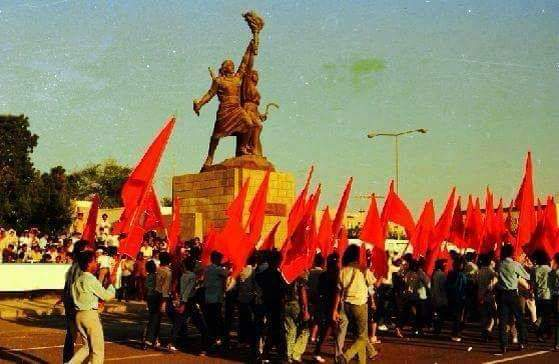
Празднование годовщины революции 14 октября у аденской Статуи свободы, 1970 год. Памятник мученикам борьбы за независимость был разрушен в ходе гражданской войны 1994 года

Кратковременная попытка восстановления независимости в мае—июле 1994 года (в новом государстве южнойеменская элита фактически была оттеснена от власти, четыре пятых мест в Совете министров после выборов 1993 года получили представители Севера, «объединение» армии проводилось путём увольнения южнойеменских военных на пенсию, доходы от нефти — большинство которой добывалось в Хадрамауте — уходили на Север) была подавлена северойеменской армией (при активной поддержке абьянских формирований аль-Фадли), лидеры непризнанной Демократической республики Йемен (те же Али Салем аль-Бейд и Хайдар Абу Бакр аль-Аттас) эмигрировали из страны. Тысячи их сторонников бежали в Оман. ЙСП была запрещена, для её бывших членов был введён запрет на службу в армии и госаппарате, что означало полную чистку этих структур от южан. В общей сложности в ходе боев погибли 7 тыс. человек и 16 тыс. были ранены.
Однако в 2008—2009 годах сепаратистские настроения в Южном Йемене снова возросли и стали набирать популярность. В 2007 году создано Южное движение, целью которой является восстановить независимость государства. Движение активизировалось в 2015 году в ходе вооружённого конфликта в стране. В начале 2015 года группировка хуситов захватила власть в столице единого Йемена — городе Сана. Фактически это привело к распаду Йемена, поскольку власть хуситов распространялась преимущественно на территории, где проживает шиитская часть населения. Захват хуситами Адена (бывшей столицы Южного Йемена) имел кратковременный эффект, таким образом они фактически стали управлять только Севером. Южный Йемен стал плацдармом для саудовских интервентов и их сообщников в войне за восстановление у власти йеменского президента Хади, сам Хади при этом покинул Йемен и укрылся в Саудовской Аравии, откуда осуществлял формальное управление страной. Вскоре его разногласия с губернаторами южных провинций и отставка некоторых южных чиновников привели к созданию Южного Переходного Совета, контролирующего значительную часть Южного Йемена, а с 2018 года — и город Аден. Таким образом, единственной силой, борющейся за единство созданного в начале 1990-х государства, остались лишь Саудовская Аравия и её союзники.

## Экономика

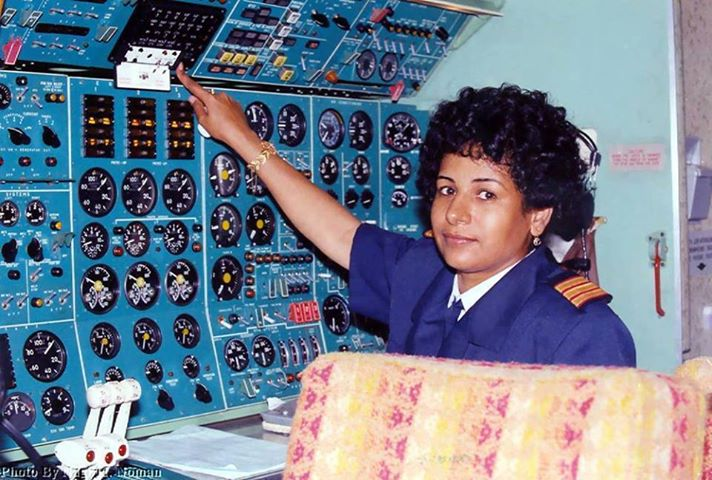
Женщина-инженер южнойеменских авиалиний Alyemda, образованных в 1971 году после национализации Brothers Air Services (BASCO)

Колониализм оставил НРЮЙ слаборазвитую экономику. В 1965 году в национальной промышленности создавалось менее 5 % ВНП, в сельском хозяйстве — менее 10 %. По производству ВНП на душу населения страна занимала одно из последних мест в арабском мире. Дефицит бюджета НРЮЙ в 1968/69 финансовом году составлял 3,8 млн долл. Вместо обещанной англичанами помощи в 12 млн ф. ст. НРЮЙ получила лишь 2,7 млн.
Молодая республика с первого дня своего существования столкнулась с рядом серьёзных трудностей, среди них: прекращение транзитного судоходства в связи с закрытием Суэцкого канала, безработица (около 200 000 йеменцев, работавших при британском аппарате, остались без средств к существованию, безработица в Адене достигала 55 %).
Преодоление социальной раздробленности, бедности, а также вывод страны на новый этап развития стали первостепенными задачами, которое ставило перед собой новое правительство.
27 ноября 1969 года был принят закон «Об экономической организации государственного сектора и национального планирования». Согласно закону было национализировано 8 банков, 12 страховых компаний, 5 торговых компаний, 5 агентств по сбыту нефтепродуктов и 6 компаний по обслуживанию морских судов, принадлежавших главным образом иностранному капиталу. Была объявлена государственная монополия на закупку муки, пшеницы, масла, сахара, чая, сигарет, автомашин, продукции машиностроения, а также медикаментов для государственных больниц.

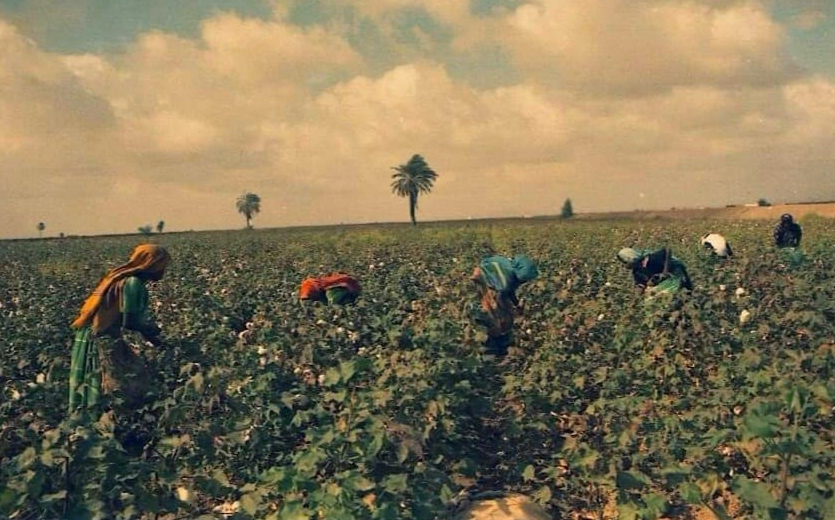
Сборщицы хлопка в Южном Йемене

Большое значение в процессе преобразований общества сыграл второй закон об аграрной реформе, принятый 5 ноября 1970 году, во время министра экономики Фейсала Шарифа, учившегося в Москве. Новый закон снижал максимум земельного владения одного человека или одной семьи до 20 фадданов орошаемых или 40 фадданов богарных земель (соответственно примерно 84 тыс. и 168 тыс. м²). Не более 40 фадданов оставалось во владении большой патриархальной семьи. Бедные и безземельные крестьяне получали от 3 до 5 фадданов (соответственно 12,5 и 21 тыс. м²) орошаемых или от 6 до 10 фадданов богарных земель.
Одной из основных экономических проблем, с которой столкнулось новое правительство, был дефицит йеменской экономики. Для решения этой задачи правительство НДРЙ уменьшило размер заработной платы государственных служащих, ввело новые налоги, порт Адена перестал быть зоной свободной торговли, правительство проводило дальнейшую национализацию предприятий. Благодаря жестким экстренным мерам, дефицит 1971 года сократился до 11,6 млн фунтов по сравнению с 31,8 млн фунтов в 1967 году.

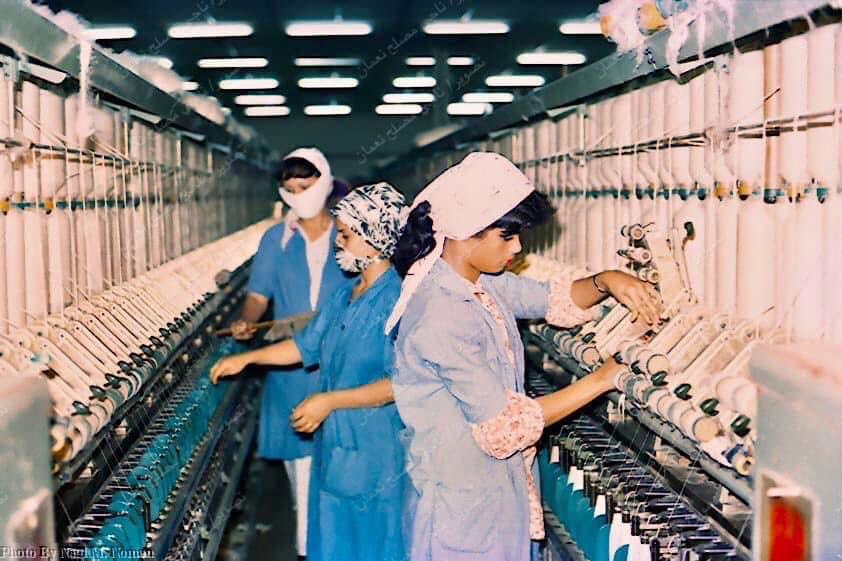
Фабрика в НДРЙ

На пятом съезде НФ в 1972 году было принято решение следовать курсу развития по модели СССР. Однако, новая идеология прививалась с трудом. Большой вред сельскохозяйственным производственным кооперативам нанесли, в частности, экспроприация собственности мелких хозяев, полный запрет частной торговли сельскохозяйственной продукцией, отсутствие материальных стимулов, неверная политика цен и сбыта, насильственное создание кооперативов и грубое администрирование в некоторых из них.
Страна активно реформировалась по социалистической модели. КНР помогала в строительстве и реконструкции дорог, гражданском строительстве и обучении армии, Болгария и Венгрия — в развитии сельского хозяйства и туризме, ГДР и Чехословакия — в развитии транспорта и связи, геологии, строительстве, развитии служб информации, СССР — в энергетике, гидростроительстве, модернизации армии НДРЙ, просвещении и обучении кадров. Среди объектов, сооружённых при содействии СССР — цементный завод, тепловая электростанция и опреснительная установка, рыбный порт, здание ЦК ЙСП, корпуса Аденского университета, больница на 300 коек с центром охраны материнства и младенчества.
В 1979 году был заключен Договор о дружбе и сотрудничестве с СССР, НДРЙ получила статус наблюдателя при СЭВ.

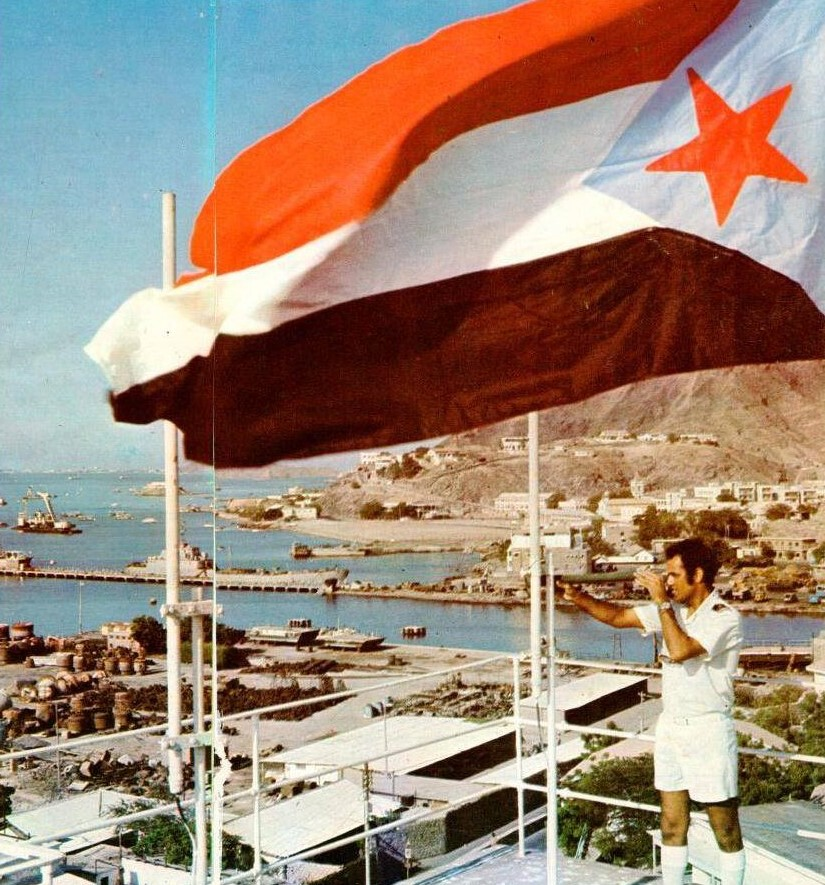
Порт Аден с флагом НДРЙ

В 1981—1986 годах геологическими экспедициями из СССР, ГДР и Чехословакии вся западная часть страны была покрыта геологической съёмкой масштаба 1:100 000. Проведен комплекс работ по поискам твёрдых полезных ископаемых. Составлены и изданы геологические карты и карты полезных ископаемых исследованной территории. В 1982 году нефтеразведочная экспедиция из СССР нашла первые нефтяные месторождения сначала в Хадрамауте, а в 1987 году — в Шабве.
За первую половину 1980-х годов было построено объектов на 319,8 млн динаров, в том числе 42,3 % в госсекторе. Быстрыми темпами развивалась торговля. Розничный товарооборот за годы пятилетки возрос со 199,5 млн до 410,8 млн динаров. Доля госсектора увеличилась с 27,4 до 63 %, потребительской кооперации упала с 15,8 до 14 %, частного сектора — с 58 до 23 %.
Доля товаров из социалистических стран в импорте выросла с 10,8 % в 1980 году до 25 % в 1984 году; увеличилась и доля импорта из капиталистических стран — с 38,1 % до 49 %. Снизилась доля товаров, импортируемых из арабских и других развивающихся стран.
Быстрыми темпами развивалась энергетика. Если в 1980 г. в стране было произведено лишь 318 млн кВт*ч электроэнергии, то в 1984 году — уже 409,5 млн кВт*ч. Большую роль в обеспечении хозяйства страны и населения электроэнергией сыграла пущенная в эксплуатацию ТЭС Хисва (мощностью 125 МВт), построенная при содействии СССР под Аденом.
В начале 1980-х был в значительной мере преодолен фактор нехватки питьевой воды. Если в 1980 г. население получило 29,8 млн м³ воды, то в 1984 году эта цифра составила уже 42,6 млн м³. В частности, к 1985 году было завершено создание системы полного водоснабжения Большого Адена.

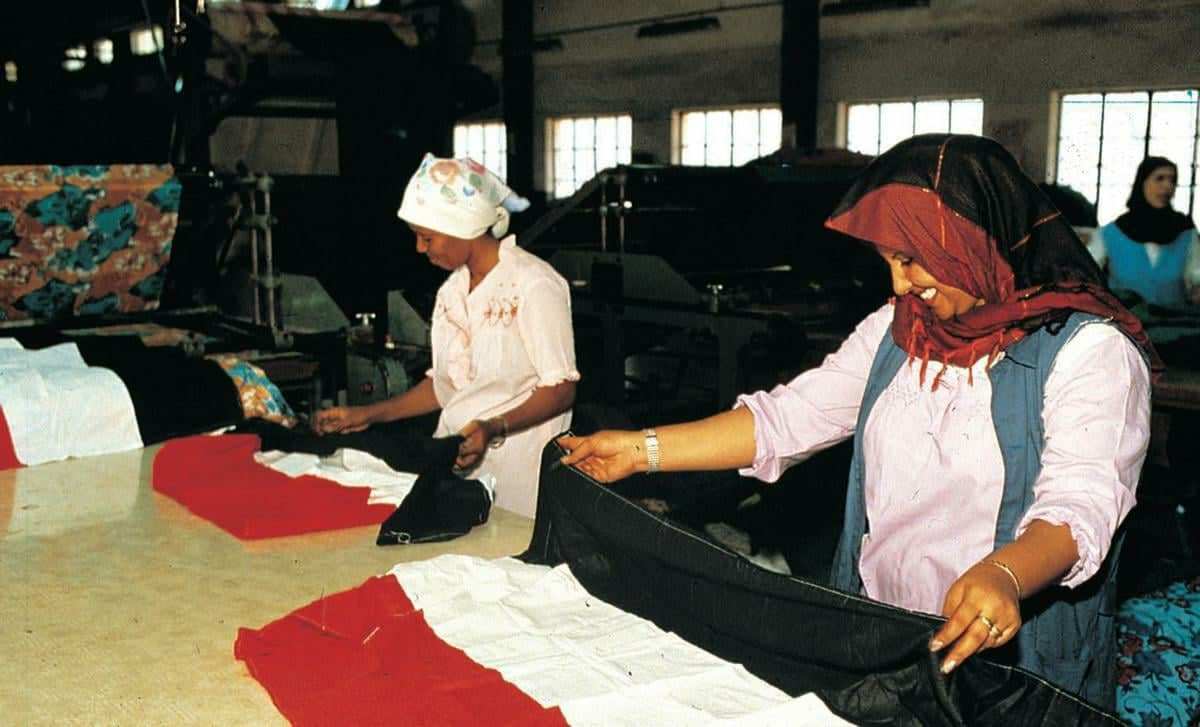
Южнойеменские женщины шьют флаги

Объём сельскохозяйственного производства возрос с 1980 по 1984 год с 28 млн до 46,4 млн динаров, то есть на 65,7 %. Более чем в 3 раза увеличилось производство яиц, в 4 раза — производство птицы.
Немалым достижением стала высокая занятость населения. Число занятых в национальной экономике возросло с 438,9 тыс. человек в 1980 году до 488 тыс. в 1984 г., или на 11,2 %. Среди них 385 тыс. человек занято в производственной сфере, 103 тыс. — в сфере обслуживания.
Однако постоянно рос внешний долг, достигший к 1988 г. 1,5 млрд долл. США. Поступления от работающих за рубежом южнойеменцев, составившие в 1982 году около 450 млн долл., зачастую тратились на строительство «престижных» объектов, закупку дорогостоящих товаров, в том числе предметов роскоши. Негативную роль играли также отсталость и неподготовленность крестьянина к коллективному труду. Поэтому большинство кооперативов были нерентабельными и пользовались государственными дотациями. Аналогичные трудности испытывали рыболовецкие кооперативы. К этому добавились последствия землетрясения 13 декабря 1982 (погибло около 3000 человек) и засуха начала 1980-х годов.
С началом «перестройки» советская помощь «странам социалистической ориентации» стала сворачиваться, экономическое положение НДРЙ ухудшалось. В этих условиях НДРЙ попыталась выйти из экономических трудностей за счёт осторожных реформ. Ещё до советской «перестройки» в 1984 году в стране было разрешено развитие мелкого частного сектора, были предприняты попытки привлечения из-за границы эмигрантского капитала, а также налаживание отношений со своим северным соседом, ЙАР.

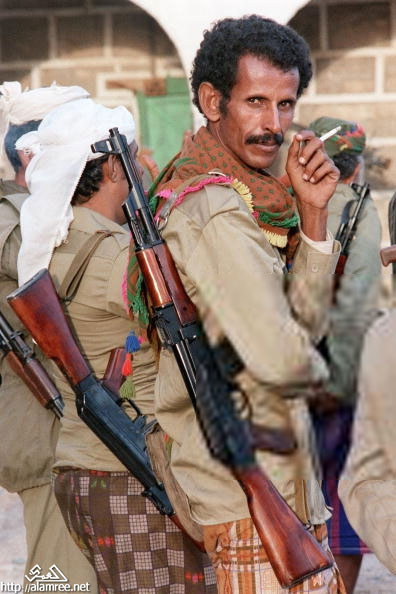
Ополченец Йеменской соцпартии во время гражданской войны 1986 г.